# تالمست (تدرارت)
تالمست هي إحدى مشيخات المملكة المغربية، تتبع جغرافيا لعمالة أكادير إدا وتنان وإداريًا لتدرارت. يقدر عدد سكانها بـ 3376 نسمة حسب الإحصاء الرسمي للسكان والسكنى لسنة 2004.